# Eulithis pyropata
Eulithis pyropata is een nachtvlinder uit de familie van de spanners (Geometridae).
De spanwijdte van deze vlinder is 30 tot 34 millimeter. 
De soort gebruikt soort zwarte bes als waardplant. De vliegtijd is juli en augustus. Het ei overwintert. De rups is te vinden van juni tot in juli.
De soort komt voor van het uiterste noordoosten van Europa (meest westelijke waarnemingen komen uit Zweden en het oosten van Duitsland) tot Japan en het gebied rond de Oessoeri. 